# Corpo grottesco
Il corpo grottesco è un concetto (precisamente un tropo letterario) ideato dal critico letterario russo Michail Bachtin nei suoi studi sull'opera di François Rabelais. Nell'analisi di Bachtin il "corpo grottesco" è definito come "una figura di interscambio sregolato biologico e sociale". Rabelais, interiorizzando il corpo grottesco nel suo romanzo, riformulò i conflitti politici nelle dinamiche della fisiologia umana.

## Letteratura ed arti figurative
Bachtin mostra che al tempo di Rabelais il corpo grottesco era una celebrazione della vita nel suo ciclo nascita/morte. Il corpo grottesco è infatti una figura comica profondamente ambivalente: ha sia un significato "pro-positivo", collegato essenzialmente alla nascita e al rinnovamento, ed un significato di "negazione", collegato al decadimento e alla morte che lasciano spazio al nuovo che nasce.
Secondo Cosetta G. Saba anche il cinema di Carmelo Bene contiene elementi di corpo grottesco.

## Nella vita pubblica
Il messaggio del populismo anti-establishment è stato ricondotto alla teoretica di Bachtin: "poiché la popolazione statunitense si rivolge sempre più ai social network per le notizie, il pubblico è suscettibile della disinformazione che ivi viene diffusa. Il principio cardine dell'inversione carnevalesca era anche nel diverso ordine di importanza, nel modo in cui le notizie venivano consumate dal pubblico. L'antitesi principale al giornalismo di qualità è quella delle teorie cospirative che normalmente rimangono ai margini del discorso pubblico".